# گطیش
گطیش، روستایی در دهستان شاوور بخش شاوور شهرستان کرخه در استان خوزستان ایران است. 

## جمعیت
بر پایه سرشماری عمومی نفوس و مسکن در سال ۱۳۹۵، جمعیت این روستا برابر با ۲۱۷ نفر (۵۶ خانوار) بوده‌است.